# Eskild Ebbesen
Eskild Balschmidt Ebbesen, danski veslač, * 27. maj 1972, Silkeborg, Midtjylland.
Poleg osvojenih medalj na Olimpijskih igrah je Eskild osvojil še šest zlatih medalj na Svetovnih prvenstvih.
Ebbesen je na otvoritveni slovesnosti Poletnih olimpijskih iger 2004 v Atenah nosil zastavo Danske.